# Robert Budzynski
Robert Budzynski (født 21. maj 1940 i Calonne-Ricouart, Frankrig, død 17. juli 2023) var en fransk fodboldspiller, der spillede som forsvarsspiller. Han var på klubplan tilknyttet RC Lens og FC Nantes. Med Nantes vandt han det franske mesterskab i både 1965 og 1966.
Budzynski blev desuden noteret for elleve kampe for Frankrigs landshold. Han deltog ved VM i 1966 i England.
Efter at have indstillet sin aktive karriere var Budzynski over en periode på hele 36 år, mellem 1970 og 2005, sportsdirektør for FC Nantes.

## Titler
Ligue 1
- 1965 og 1966 med FC Nantes